# Дубровенский сельсовет

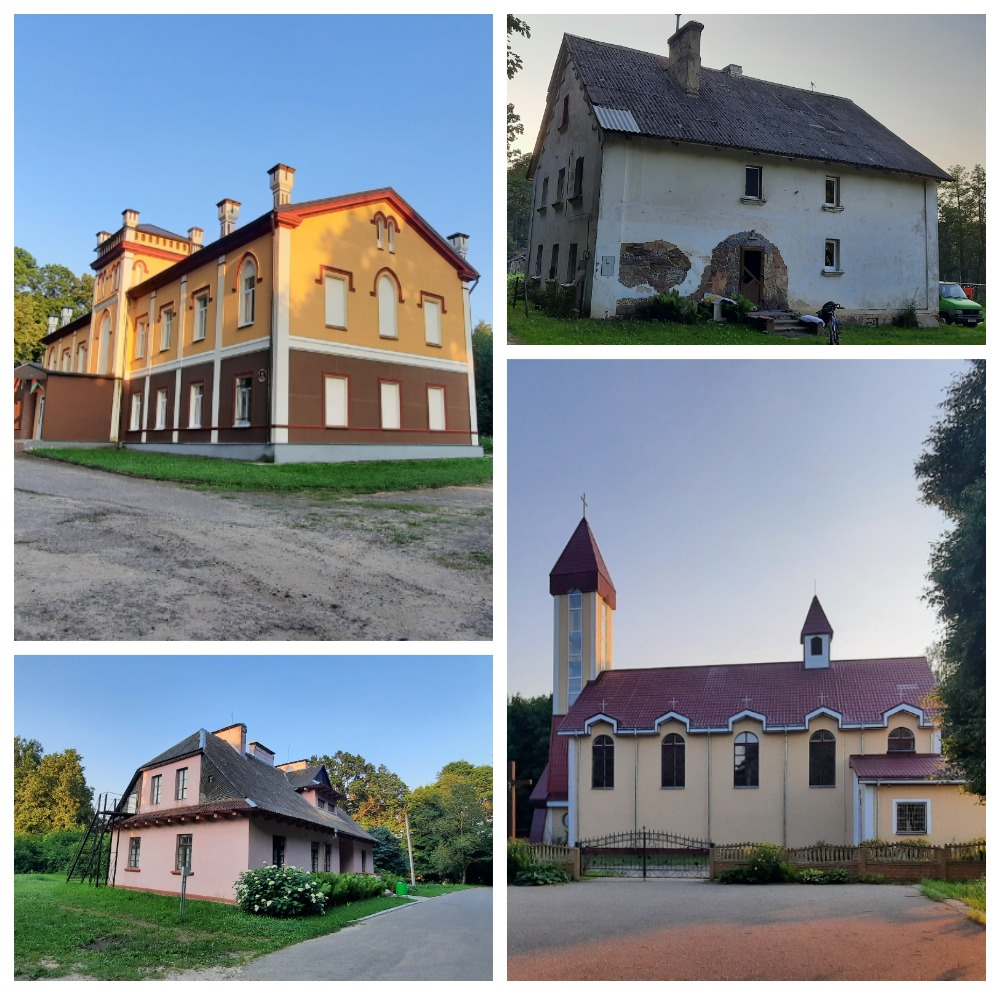
1. Усадебный дом; 2. Жилой дом, XIX в.; 3. Дом польских колонистов; 4. Костёл Святой Троицы — в аг. Бердовка

Дубровенский сельсовет (бел. Дубро́венскі сельсавет) — административная единица на территории Лидского района Гродненской области Республики Беларусь. Административный центр — деревня Огородники.

## Административное устройство
17 марта 2023 года Дубровенский и Бердовский сельсоветы Лидского района объединены в одну административно-территориальную единицу — Дубровенский сельсовет Лидского района, с включением в его состав земельных участков Бердовского сельсовета — агрогородок Бердовка, деревни Бакуны, Белунди, Волковцы, Хоружевцы, Кирьяновцы, Косовщина, Стерково, Татарцы.

## История
Образован 12 октября 1940 года в составе Лидского района Барановичской области БССР. Центр — деревня Дубровно. С 20 сентября 1944 года в составе Гродненской области. 16 июля 1954 года к сельсовету присоединена территория упразднённых Лидского и Цвермовского сельсоветов. 30 августа 1957 года в состав сельсовета из Третьяковского сельсовета передана деревня Перепечица, в состав Гервяниковского сельсовета переданы деревни Кадавбы, Пашки, Сонгайлы и Цвермы. 27 марта 1978 года в состав Круповского сельсовета переданы деревни Малейковщизна, Колышки, Спорковщизна, Струги, Чеховцы.
5 марта 1981 года центр сельсовета переименован в Дубровня.
С 6 октября 1994 года деревня Огородники является административным центром Дубровенского сельсовета.
В 2002 году посёлок Первомайский включён в состав Дубровенского сельсовета.

## Состав
Дубровенский сельсовет включает 31 населённый пункт: 
- Бакуны — деревня
- Белунди — деревня
- Бердовка — агрогородок
- Бринденята — деревня
- Былинские — деревня
- Волковцы — деревня
- Довкни — деревня
- Дубровня — деревня
- Кирьяновцы — деревня
- Копачели — деревня
- Косовщина — деревня
- Несиковщизна — деревня
- Нетечь — деревня
- Новицкие-1 — деревня
- Новосёлки — деревня
- Обманичи — деревня
- Огородники — деревня
- Пашки — деревня
- Первомайский — посёлок
- Перепечица — деревня
- Плебанцы — деревня
- Плясовичи — деревня
- Придыбайлы — деревня
- Сонгайлы — деревня
- Стерково — деревня
- Сухвальня — деревня
- Татарцы — деревня
- Тябы — деревня
- Хоружевцы — деревня
- Цвермы — деревня
- Яськовцы — деревня

Упразднённые населённые пункты:
- Лайковщизна — деревня[5]